# Мокека
Мокека (на португалски: Moqueca), понякога наричано мукека, е ястие от бразилската кухня. Представлява яхния с риба, лук, чесън, домати и кориандър. Готви се бавно, на слаб огън, без да се добавя вода. Съществуват два вида – мокека капишаба в южната част на Бразилия и мокека баяна в северната. Това ястие е характерно за Бразилия поне от 300 години.
Може да се използва зехтин или палмово масло. Приготвя се в специален традиционен съд, направен от глина и мъзга от мангрово дърво. Освен риба могат да се използват раци, скариди и друга морска храна.